# Zorba le Grec
Pour les articles homonymes, voir Zorba.
Pour plus de détails, voir Fiche technique et Distribution.
Zorba le Grec (Zorba the Greek ; Αλέξης Ζορμπάς / Aléxis Zorbás) est un film gréco-anglo-américain de Michael Cacoyannis, sorti en 1964 et adapté du roman de Níkos Kazantzákis Alexis Zorba (1946).

## Synopsis
Basil, un jeune écrivain britannique, retourne en Crète pour prendre possession de l’héritage paternel. Il rencontre Zorba, un Grec exubérant qui insiste pour lui servir de guide. Les deux hommes sont différents en tous points : Zorba aime boire, rire, chanter et danser, il vit à sa guise alors que Basil en est empêché par son éducation. Zorba explique à Basil que la danse peut tout exprimer, la joie comme aussi le chagrin et la colère. Bien que différents, ils deviennent amis et s’associent pour exploiter une mine. Zorba entreprend de construire un téléphérique en montagne pour descendre les troncs d'arbres coupés afin d'étayer la mine qui s'effondre. Basil lui fait confiance ; c’est un échec car après trois troncs d'arbres descendus de plus en plus mal, les piliers en bois du téléphérique s'effondrent comme un château de cartes. Pour Zorba, « l'homme doit avoir un grain de folie, ou alors il n'ose jamais couper la corde et être libre » et il choisit de s’en moquer. Il rit et court danser sur la plage. Vaincu et conquis, Basil lui demande alors de lui apprendre à danser le sirtaki.

## Fiche technique
- Titre grec : Αλέξης Ζορμπάς / Aléxis Zorbás
- Titre anglais : Zorba the Greek
- Titre français : Zorba le Grec
- Réalisation : Michael Cacoyannis, assisté de George Cosmatos
- Scénario : Michael Cacoyannis d'après le roman éponyme de Níkos Kazantzákis
- Direction artistique : Vassilis Photopoulos
- Costumes : Anna Stavropoulou
- Photographie : Walter Lassally
- Son : Mikes Damalas
- Montage : Michael Cacoyannis
- Musique : Míkis Theodorákis
- Production : Michael Cacoyannis ; Anthony Quinn (producteur associé)
- Société de production : 20th Century Fox
- Pays :  États-Unis,  Royaume-Uni,  Grèce
- Langue : anglais, grec
- Format : noir et blanc - 35mm - 1,85:1 - mono
- Genre : drame
- Durée : 142 minutes
- Dates de sortie :
  - Grèce : 14 décembre 1964
  - États-Unis : 17 décembre 1964
  - France : 3 mars 1965
- Affiches : Raymond Elseviers (Belgique), Vanni Tealdi (France), Giuliano Nistri (Italie)

## Distribution
- Anthony Quinn (VF : Henry Djanik) : Alexis Zorba
- Alan Bates (VF : Jacques Thébault) : Basil
- Irène Papas : la veuve
- Líla Kédrova : Mme Hortense (pour Zorba, elle est sa « Bouboulina »)
- Sotíris Moustákas : Mimithos
- Anna Kyriakou : Soul
- Eleni Anoussaki (el) : Lola
- Yórgo Voyágis : Pavlo
- Takis Emmanuel (it) : Manolakas
- George Foundas : Mavrandoni

## Distinctions
37e cérémonie des Oscars : 3 Oscars et 7 nominations :
- Oscar de la meilleure actrice dans un second rôle : Lila Kedrova ;
- Oscar des meilleurs décors : Vassilis Photopoulos ;
- Oscar de la meilleure photographie : Walter Lassally.

## Production

### Tournage
Simone Signoret, qui doit interpréter Mme Hortense, abandonne le tournage au bout d'une dizaine de jours, ne supportant pas l'enlaidissement que lui impose le réalisateur[réf. nécessaire], comme elle le raconte dans son autobiographie, La nostalgie n'est plus ce qu'elle était. Elle est visible brièvement, dans un plan tourné dans une ruelle où l'on voit une femme courir. Elle est remplacée par Lila Kedrova.
Le film est entièrement tourné en Crète à La Canée, dans la région d'Apokóronas, ainsi que dans la péninsule d'Akrotíri. C'est d'ailleurs sur la plage de Stávros, au nord de cette même péninsule, qu'est tournée la scène où Zorba apprend à Basil à danser le sirtaki.

### Musique
C'est pour les besoins du film qu'est créé le fameux sirtaki, une danse alors inconnue des Crétois. Popularisant le folklore grec, les chansons de Míkis Theodorákis et de Dalida deviennent célèbres dans le monde entier.

## Analyse du film

### Différences avec le roman
Le film s’inspire du roman Alexis Zorba de Níkos Kazantzákis. Michael Cacoyannis met en relief les traditions et les mœurs de son pays en filmant les paysages de manière réaliste, sans esthétisme. Anthony Quinn, coproducteur du film, considère le rôle de Zorba comme le plus important de sa carrière.
Le film se termine différemment du roman de Kazantzákis, avec une fin plus ouverte. Là où, dans le roman, le héros repart, il danse dans le film sur la plage avec Zorba. L'idée de Kazantzákis est que son personnage se libère définitivement, s'individualise, il est finalement capable de transcender son expérience pour en faire un matériau littéraire. Le film au contraire identifie Basil et Zorba.
Cacoyannis considère que le roman de Kazantzakis est éminemment tragique : aucun personnage ne s'en sort ; l'amour et l'innocence sont détruits tandis que les méchants triomphent. C'est pour cette raison que le réalisateur a insisté sur la lapidation de la veuve, en faisant le point central de son film. Ne pouvant coucher avec elle, les hommes du village se vengent en la lapidant, comme un viol symbolique.

### Parti pris sur la culture grecque
Zorba le Grec, pourtant production internationale, incarne le cinéma grec (et au-delà la Grèce tout entière) aux yeux du monde. Fruit du travail du directeur de la photo Walter Lassally, les ombres et les mouvements de caméra expriment l'oppression, la frustration et l'hypocrisie qui étouffent la société grecque, à l'image de la veuve lapidée par le village, puis de la maison de Madame Hortense l'étrangère qui juste après sa mort est vidée et pillée par les femmes en noir et les hommes du village. L'unité du village, du côté de la nature, est menacée par la modernisation, l'occidentalisation et la culture représentée par le personnage extérieur du « boss ».
La musique de Theodorákis, adaptée du folklore, commercialisée et diffusée à travers le monde, et la scène finale de danse sur la plage, ont cependant entraîné une incompréhension quasi-générale du film (et par ricochet du roman). Zorba est devenu l'incarnation du Grec, du faune grec, un bon sauvage libre et sans inhibitions sexuelles, faisant fantasmer les touristes, comme un écho au film Crépuscule ensanglanté de 1959.

## Autour du film
- Le futur réalisateur George Pan Cosmatos joue ici le rôle du garçon couvert d'acné qui couche sur papier les pensées de Zorba.
- Le film et le roman ont inspiré une comédie musicale homonyme créée à Broadway, en 1968, sur un livret de Joseph Stein, musique de John Kander, paroles de Fred Ebb, avec Herschel Bernardi et Maria Karnilova dans les rôles principaux et reprise en 1983-1984 par Anthony Quinn et Lila Kedrova[3].
- Zorba a inspiré le nom de Zorbec Legras, personnage du feuilleton d'espionnage loufoque Bons baisers de partout de Pierre Dac et Louis Rognoni, diffusé sur France-inter dans les années 60.
- Pour le gouru indien iconoclaste et controversé Osho Rajneesh, l'homme nouveau serait un homme à la fois capable de savourer les plaisirs terrestres à l'instar de Zorba le Grec, et à la fois un homme profondément centré en lui-même, à l'instar de Bouddha. Osho Rajneesh nomme cet homme nouveau "Zorba le Bouddha". C'est un être complet, aussi bien tourné vers le monde extérieur que vers le monde intérieur. Osho conseille d'ailleurs, si être à la fois un Zorba et un Bouddha est trop difficile, d'être simplement le Zorba.
- En 1987/88, dans une chorégraphie de Lorca Massine (en), Théodorakis retravailla la partition du film pour permettre la création d'un ballet éponyme.

### Revue de presse
- Jean-Philippe Gunet, « Un classique, des clichés. Œuvre mémorable récompensée par trois oscars, Zorba le Grec a créé des stéréotypes sur la Grèce qui perdurent aujourd'hui. », Télécâble Sat Hebdo no 1481, SETC, Saint-Cloud, 17 septembre 2018, p. 23,  (ISSN 1630-6511)